# 盧卡 (北達科他州)
盧卡（英語：Lucca）是位於美國北達科他州巴恩斯縣的非建制地區。

## 歷史
盧卡的郵局於1891年設立，其後於1968年停運。

## 地理
盧卡所處的海拔為高於海平面370米（即1214英呎），而該地所採用的時區為UTC-6，即北美中部时区（CST）。同時該地設有夏令時間，為UTC-6調快一小時，即UTC-5（CDT）。